# Demolis ridenda
Demolis ridenda är en fjärilsart som beskrevs av Paul Dognin 1911. Demolis ridenda ingår i släktet Demolis och familjen björnspinnare. Inga underarter finns listade i Catalogue of Life.